# 前136年
| 千纪： | 前1千纪 |
| 世纪： | 前3世纪 \| 前2世纪 \| 前1世纪                                                                                         |
| 年代： | 前160年代 \| 前150年代 \| 前140年代 \| 前130年代 \| 前120年代 \| 前110年代 \| 前100年代                               |
| 年份： | 前141年 \| 前140年 \| 前139年 \| 前138年 \| 前137年 \| 前136年 \| 前135年 \| 前134年 \| 前133年 \| 前132年 \| 前131年 |
| 纪年： | 西汉建元五年 |

## 大事记
- 漢武帝為《易》和《禮》增置博士，與漢文帝、漢景帝時所立的《書》、《詩》、《春秋》博士合為五經博士。
- 漢武帝罷三銖錢，行半兩錢。